# نفت‌کش مدل ۶۲۰
نفت‌کش مدل ۶۲۰ (به انگلیسی: Type 620 tanker) یک کشتی بود که طول آن   ۱۰۱ متر (۳۳۱ فوت ۴ اینچ) بود.